# Chelon labrosus
Chelon labrosus (A. Risso, 1827) é uma espécie de peixes da família Mugilidae que pode atingir os 90 cm de comprimento e até 6 kg de peso. É a espécie de tainha mais comum de águas frias, de cor prateada e escamas grandes, boca pequena e lábio superior espesso. A primeira barbatana dorsal tem 4 raios grandes. Reproduz-se entre Janeiro e Abril.
Habita no sublitoral, entre algas e rochas, em estuários e, por vezes, em esgotos.
Alimenta-se de pequenos invertebrados e algas.